# Marjorie Bruce
Ne doit pas être confondu avec Margaret de Carrick.
Marjorie Bruce ou Marjorie de Brus, née en 1296 et morte le 2 mars 1316, était la fille aînée de Robert Bruce, Comte de Carrick et futur roi d'Écosse et d'Isabelle de Mar. Le mariage de Marjorie avec Walter, grand sénéchal d'Écosse, a conféré la couronne d'Écosse à la Maison Stuart. Son fils Robert fut le premier monarque Stewart, francisé plus tard en Stuart. 
Sa mère Isabelle étant morte en couches, son père s'est remarié en 1302 avec Élizabeth de Burgh avant d'être couronné en 1306 roi d'Écosse à Scone. Le couple eut deux filles et un fils David qui succéda à son père en 1329. David meurt en 1371 sans héritier et c'est donc sa demi-sœur qui transmet la couronne à la maison Stuart.
Pendant les guerres d'indépendance Marjorie, Élizabeth de Burgh et les deux sœurs de Robert Bruce tombèrent aux mains d'Édouard Ier en 1306 et demeurèrent prisonnières pendant huit ans. Elles furent échangées avec des prisonniers anglais après la bataille de Bannockburn en 1314. 
Enceinte de son premier enfant, une chute de cheval accélère la délivrance, mais Marjorie connaîtra la même fin tragique que sa propre mère, ne survivant pas à la naissance de son fils unique Robert, futur roi d'Écosse. Elle est enterrée à l'abbaye de Paisley.